# Inocybe
Inocybe é um grande gênero de fungos formadores de cogumelos com mais de 1.400 espécies, incluindo todas as formas e variedades. Os membros do Inocybe são micorrízicos, e algumas evidências mostram que o alto grau de especiação no gênero se deve à adaptação a diferentes árvores e talvez até a ambientes locais.

## Etimologia
O nome Inocybe significa "chapéu fibroso". É extraído das palavras gregas ἴς (no genitivo ἴνος, que significa "músculo, nervo, fibra, força, vigor") e κύβη ("cabeça").

## Histórico
O gênero foi descrito pela primeira vez como Agaricus tribo Inocybe pelo estudioso sueco Elias Magnus Fries no volume 1 de sua obra, Systema mycologicum (1821), e verificado no volume 2 de seu livro Monographia Hymenomycetum Sueciae em 1863. Todas as outras tentativas de renomeação são aceitas como sinônimos.

## Descrição

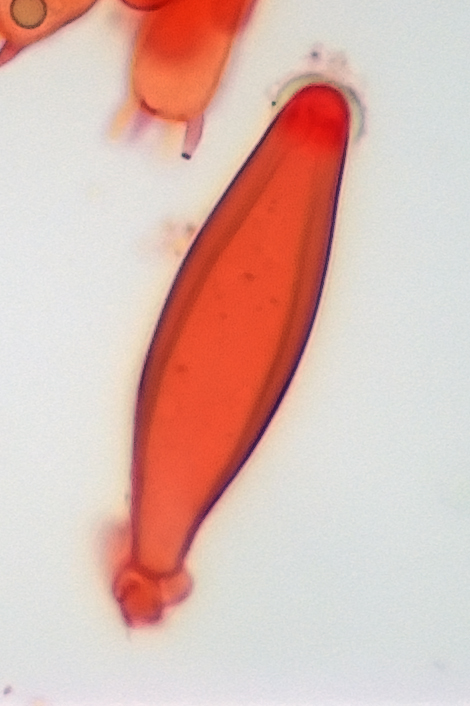
Cistídio do tipo metulóide, uma característica micromorfológica de identificação do Inocybe

Os cogumelos típicos do gênero têm vários tons de marrom, embora existam algumas espécies lilases ou arroxeadas. Os píleos são pequenos e cônicos, embora se achatem um pouco com a idade, geralmente com um umbo central pronunciado. O píleo muitas vezes parece fibroso, o que dá ao gênero o nome comum de "píleos fibrosos" (fiber caps). Muitas espécies têm um odor característico, várias descritas como mofado ou espermático.
Descrição válida para a maioria das espécies:
Píleo: tamanho pequeno a médio, fino, carnudo, inicialmente estreito, cônico ou em forma de sino, ou com um umbo proeminente ou achatado no centro. Não é higrófano e tem uma aparência seca. A margem do píleo geralmente apresenta, no início, um véu parcial pálido que desaparece rapidamente e, na maturidade, apresenta rachaduras radiais curtas. A pileipellis é finamente sedosa e, as vezes, salpicada de restos do véu parcial, desenvolvendo ainda mais as fibras radiais. Há também espécies com superfície lanosa. A coloração é, a princípio, toda branca a variações cinza-esbranquiçadas. Algumas mantêm a cor, outras mudam, variando entre o amarelo-ocre e o marrom, com vários formatos, até mesmo lilás e roxo.
Lamelas: são densas, grossas e aglomeradas, e apenas fracamente presas ao estipe, quase livres. A coloração é principalmente branca no início, que se torna madura e passa a ser marrom-acinzentada, marrom-ocre ou cinza-oliva. As bordas são esbranquiçadas.
Esporos: são acastanhados, minúsculos, normalmente ovais a ligeiramente elipsoidais, muitas vezes alongados na forma de amêndoas ou feijões (porém em alguns subgêneros em forma de estrela), lisos e nunca verrucosos. Os basídios possuem quatro esporos. Cistídios com ou sem cristais cristalinos, fusiformes, convexos no meio e com uma ponta afiada na extremidade.
Estipe: é fino, fibroso, cilíndrico, mais ou menos espesso e branco como feltro na base, oco por dentro. A superfície é esbranquiçada, lisa, brilhante e, com frequência, sedosa e levemente furfurácea em direção ao ápice do estipe. Geralmente não tem anel.
Carne: branca a levemente amarelada, oxidada ou não, a avermelhada no corte, geralmente com um leve odor de milho verde, cloro ou esperma. Geralmente a carne contém muscarina.

## Classificação
Originalmente colocado na família Cortinariaceae (posteriormente demonstrada como polifilética), as análises filogenéticas sugerem que o gênero é melhor colocado como o gênero tipo da família Inocybaceae.

## Neurotoxicidade
Muitas espécies de Inocybe contêm grandes doses de muscarina e não existe um método fácil de diferenciá-las das espécies potencialmente comestíveis. Na verdade, o Inocybe é o gênero de cogumelo mais comumente encontrado, para o qual as características microscópicas são o único meio de identificação segura no nível da espécie. Embora a grande maioria dos Inocybe seja neurotóxica, várias espécies raras de Inocybe são alucinógenas, pois se descobriu que contêm alcaloides de indol.

## Seções ou subgêneros
Duas superseções são informalmente reconhecidas: superseção Cortinate: o estipe é pruinoso apenas no ápice ou na metade superior. A base do estipe (geralmente) não é bulbosa e um remanescente de um véu parcial está presente na margem do píleo jovem; Superseção Marginate: o estipe é totalmente pruinoso e tem uma base bulbosa em geral.

## Seções baseadas na morfologia
O gênero Inocybe é muito rico em espécies. De acordo com Bon (2005), o gênero é dividido em três subgêneros com seções:
- Subgênero: Inosperma (agora um gênero separado) - sem cistídios cristalinos
  - Seção:  Depauperatae: superfície lanosa descascável
    - Inocybe dulcamara

  - Seção:  Cervicolores: pileipellis lanosa descascável, aroma forte (semelhante ao de esperma)
    - Inocybe bongardii

  - Seção:  Rimosae:  píleo sempre radialmente fibroso e rachado
    - Inocybe rimosa
    - Inocybe erubescens
- Subgênero: Inocibium - com pleurocistídios de paredes espessas e cristalinas.
  - Seção:  Lactiferae: vermelho ou até mesmo esverdeado, com um odor extremo
    - Inocybe piriodora
    - Inocybe pudica

  - Seção:  Lilacinae: píleo lilás e escamoso, superfície lanosa descascável. Comum.
    - Inocybe oscura
    - Inocybe hystrix
    - Inocybe griseolilacin

  - Seção:  Lacerae: estipe não rimoso, sem tons de lilás.
    - Inocybe lacera

  - Seção:  Tardae:  estipe só é irregular na parte superior
    - Inocybe geophylla
    - Inocybe flocculosa
    - Inocybe virgatula

  - Seção:  Splendentes: estipe com borda completa ou em dois terços.
    - Inocybe hirtella
- Subgênero: Clypeus - esporos tuberculados ou em forma de estrela
  - Seção:  Cortinatae: estipe fino ou irregular no topo
    - Inocybe lanuginosa

  - Seção:  Petiginosae: estipe totalmente irregular sem bulbo basal
    - Inocybe fibrosa

  - Seção:  Marginatae: estipe pruinoso com bulbo basal
    - Inocybe asterospora

## Espécies
Em dezembro de 2024, estima-se que existam cerca de 1127 espécies de Inocybe. As principais representantes do gênero incluem:
- Inocybe aeruginascens (psicoativo)
- Inocybe coelestium (psicoativo)
- Inocybe corydalina var. corydalina Quél. (psicoativo)
- Inocybe corydalina var. erinaceomorpha (psicoativo)
- Inocybe geophylla (tóxico)
- Inocybe godeyi
- Inocybe haemacta (psicoativo)
- Inocybe hystrix
- Inocybe lacera
- Inocybe praetervisa
- Inocybe relicina
- Inocybe tricolor (psicoativo)

## Imagens de espécies selecionadas

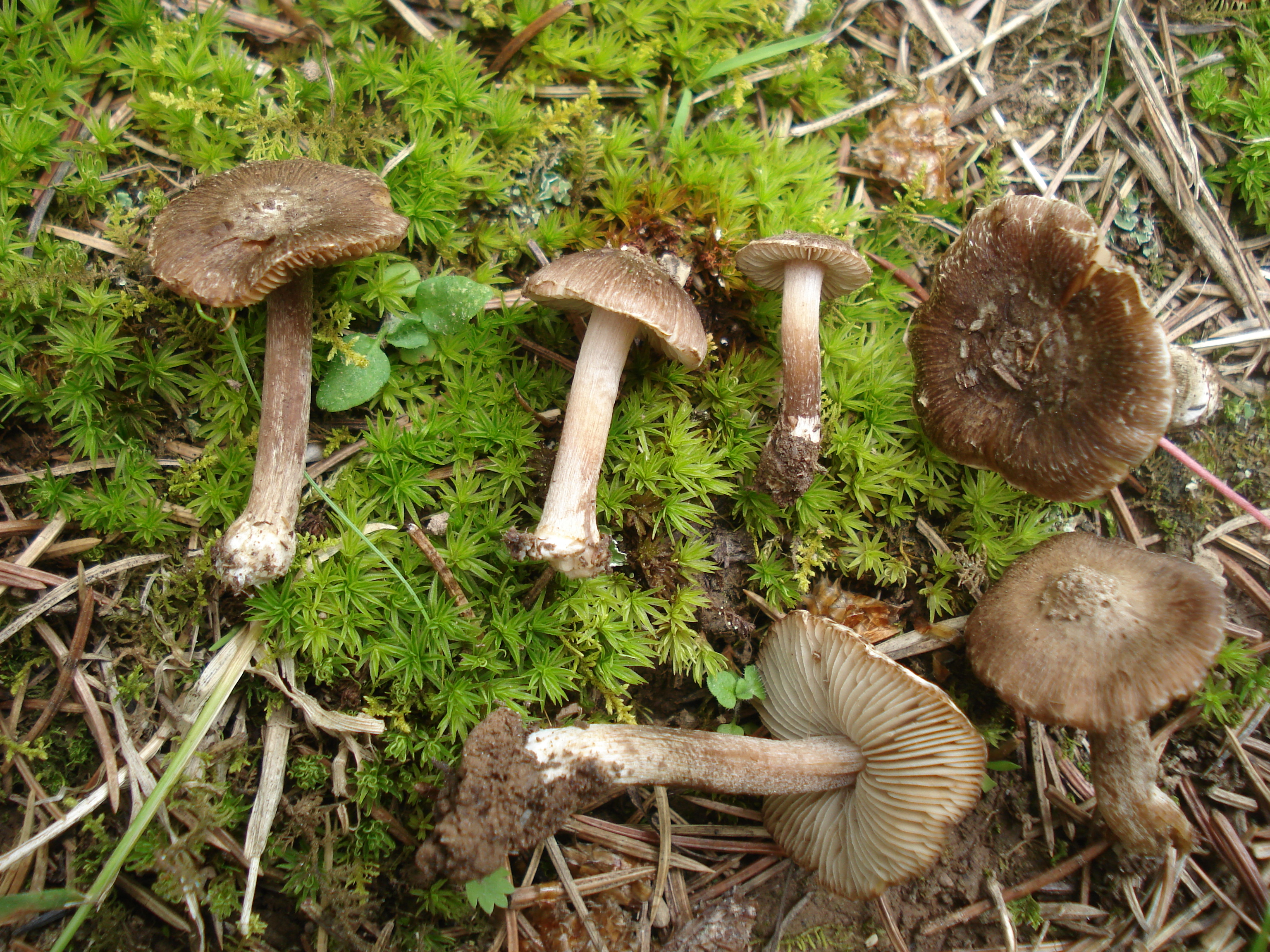
I. assimilata
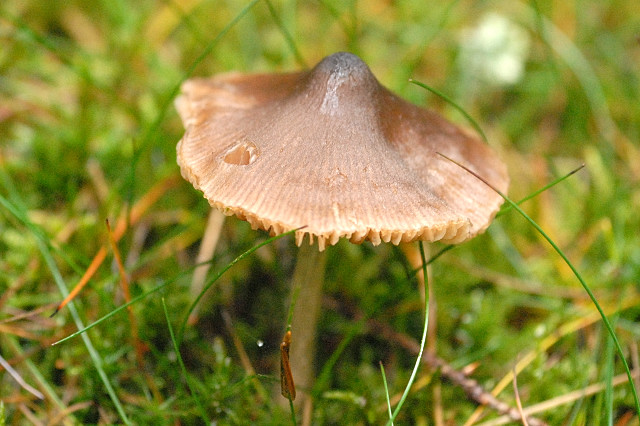
I. lanuginosa
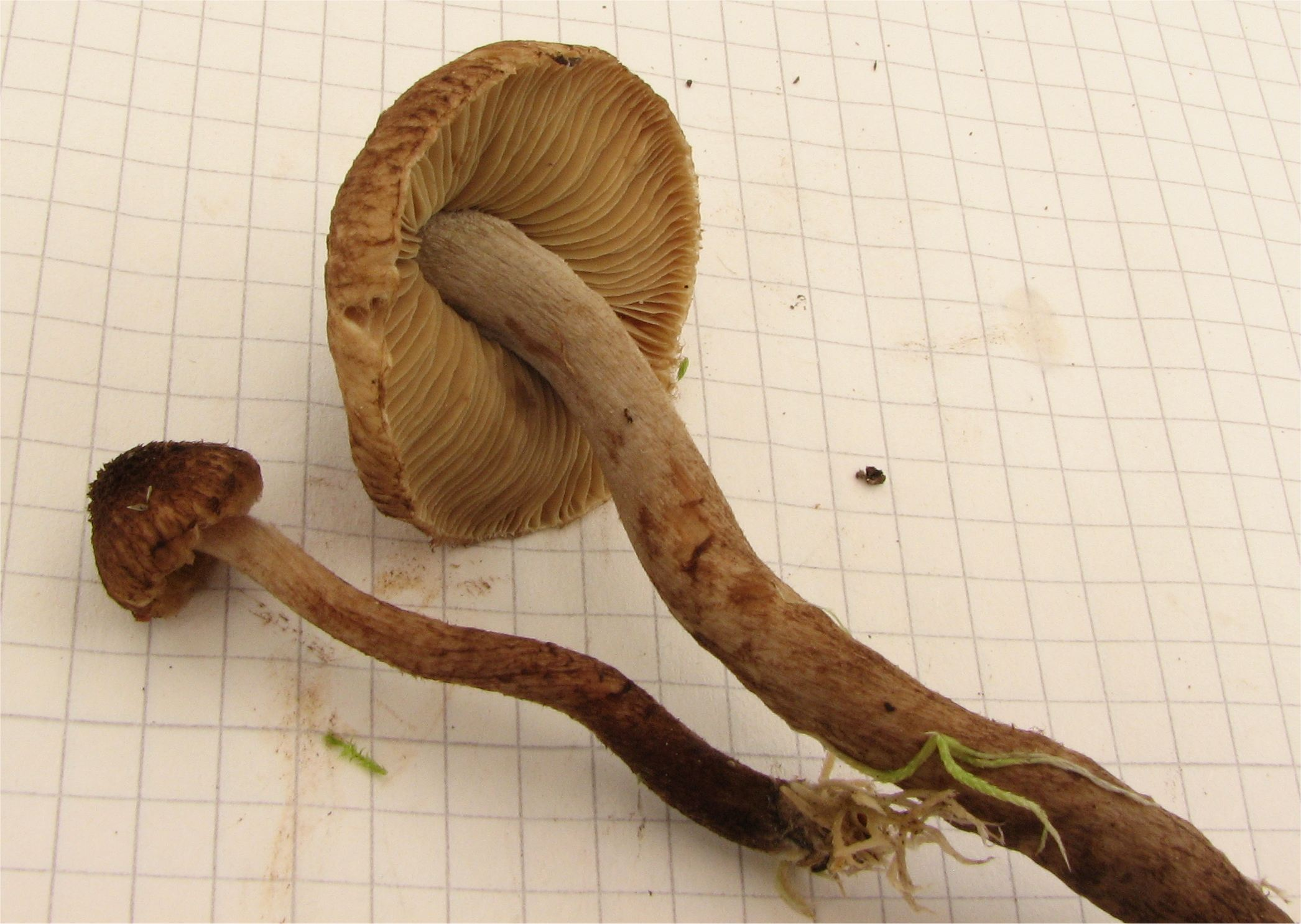
I. relicina
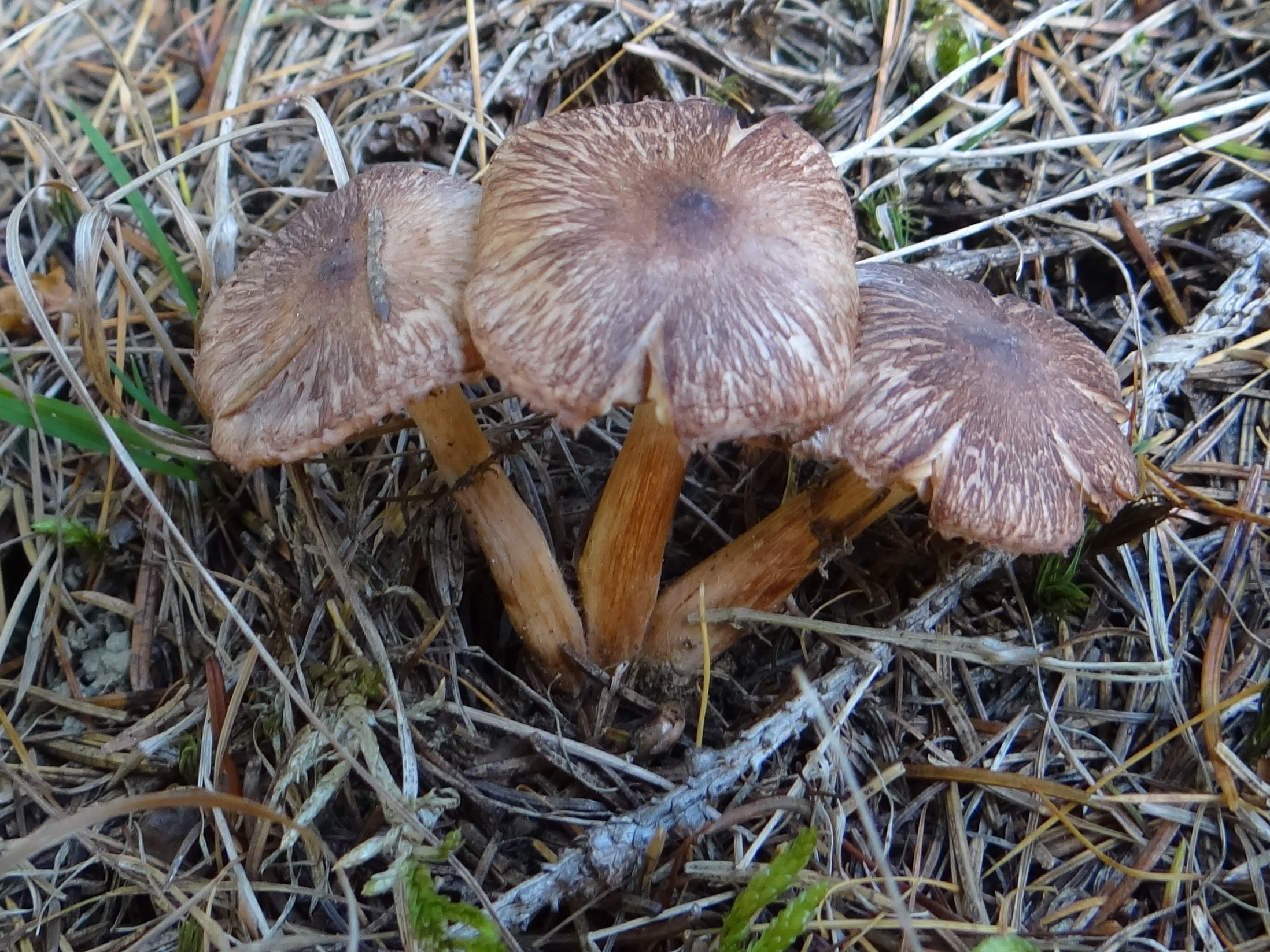
I. asterospora
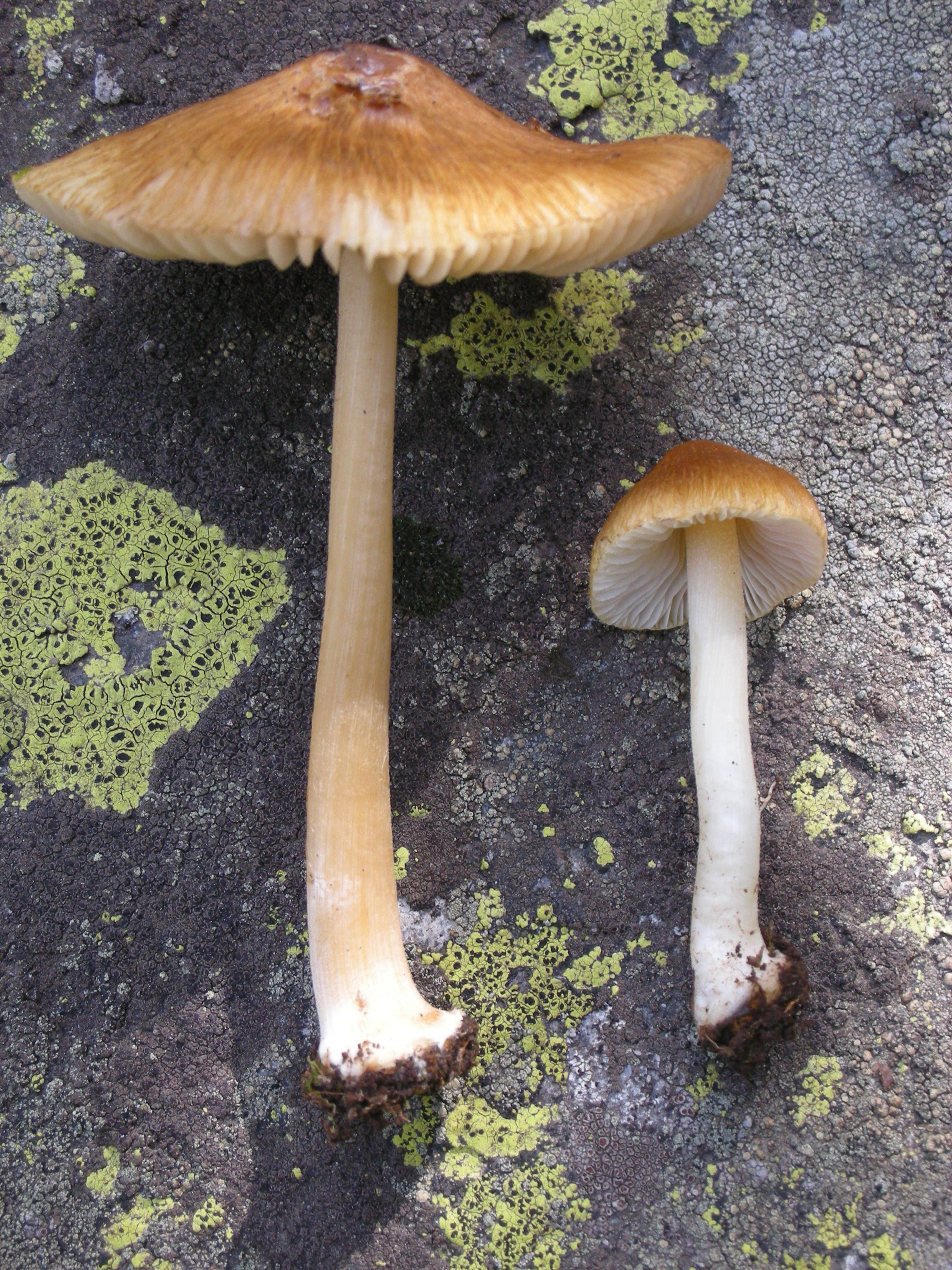
I. praetervisa
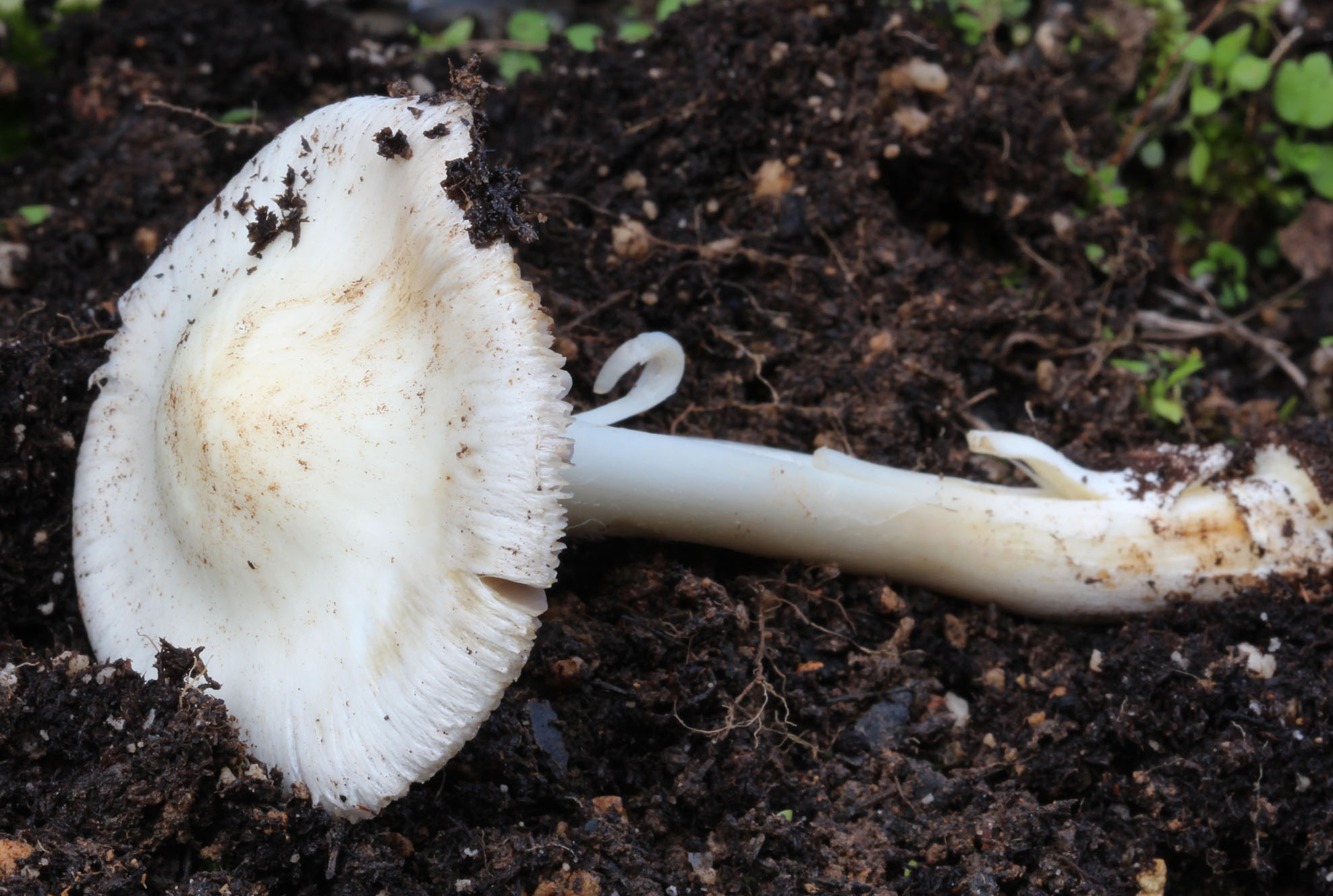
I. fibrosa
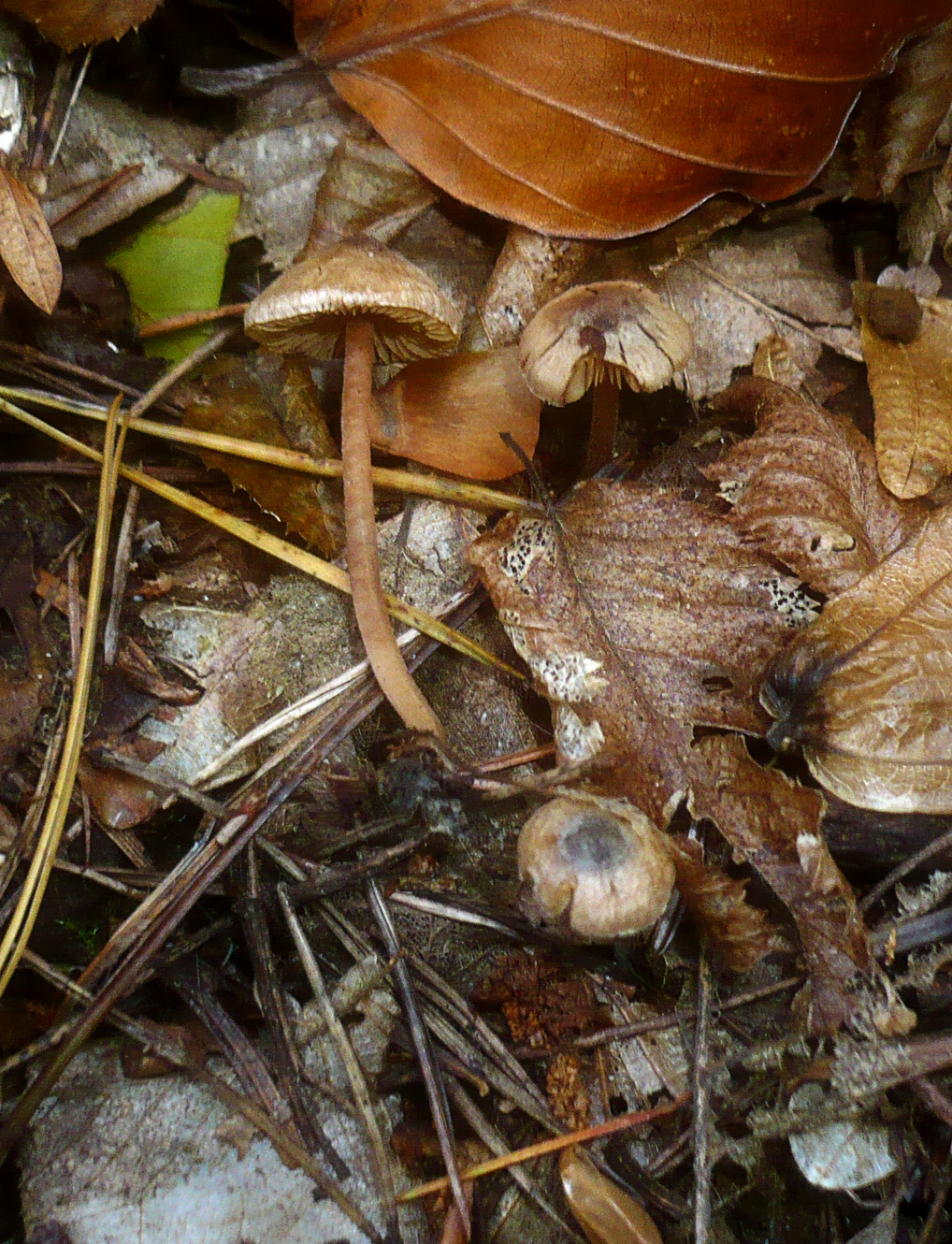
I. petiginosa

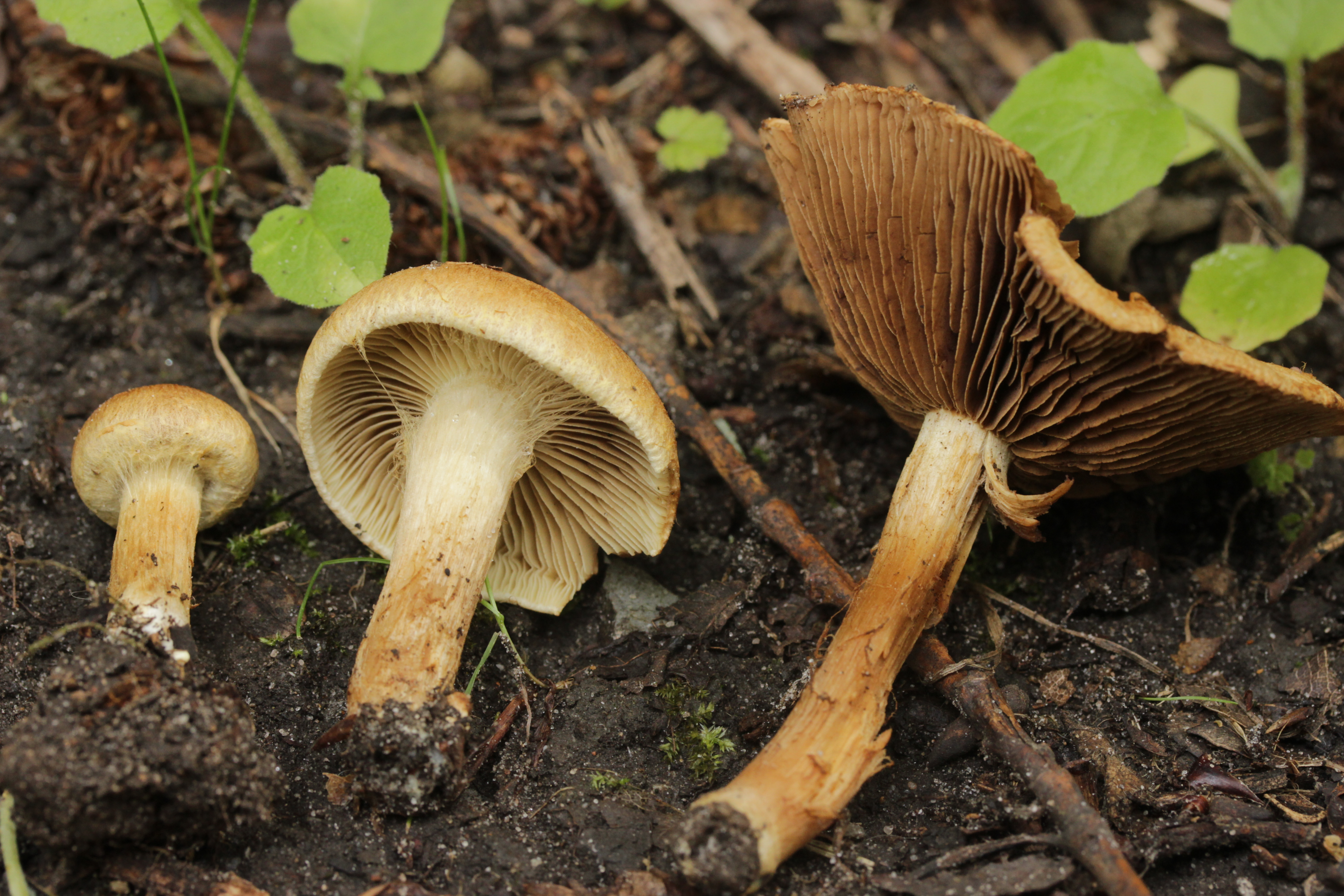
I. dulcamara
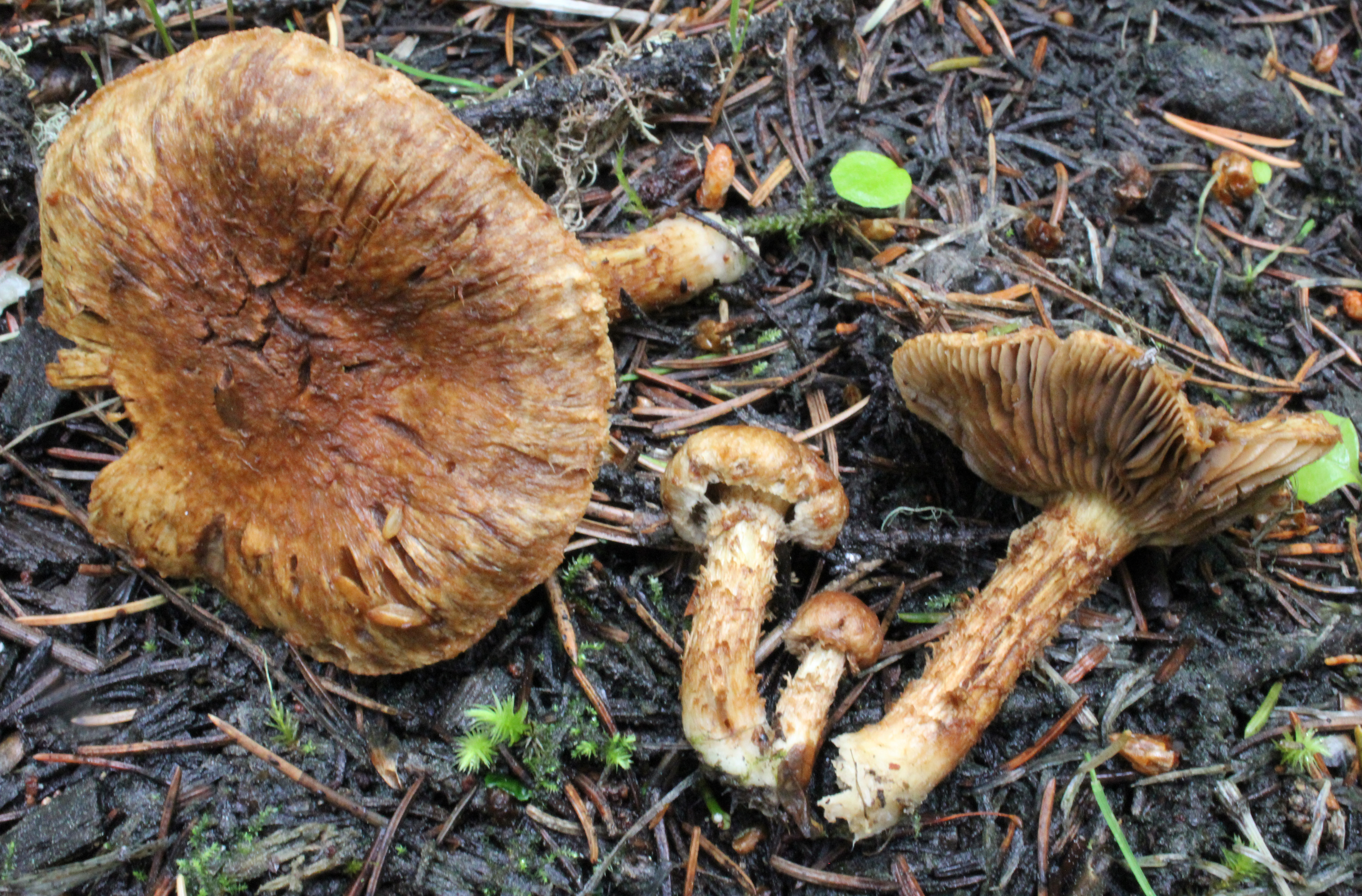
I. terrigena
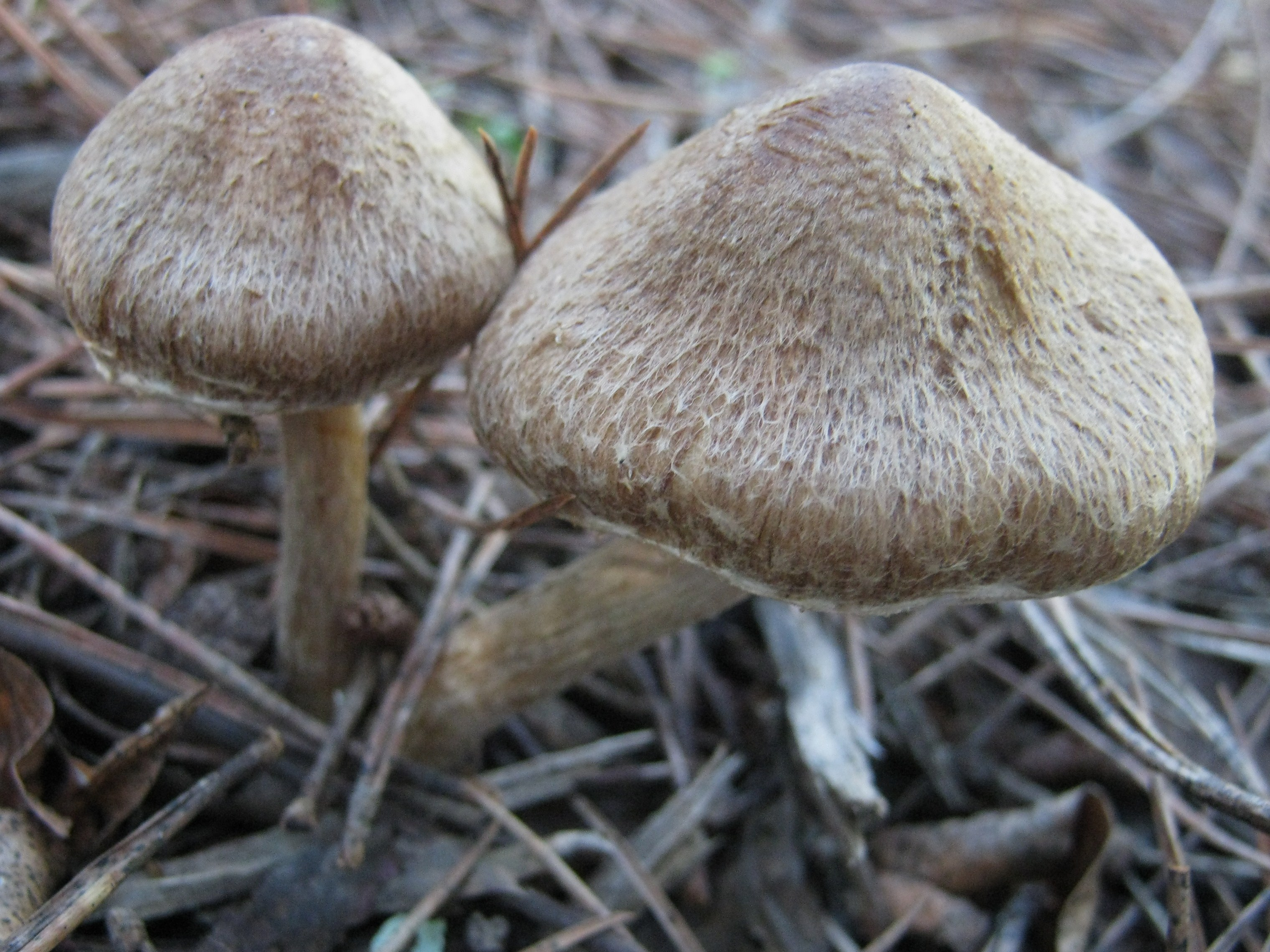
I. bongardii
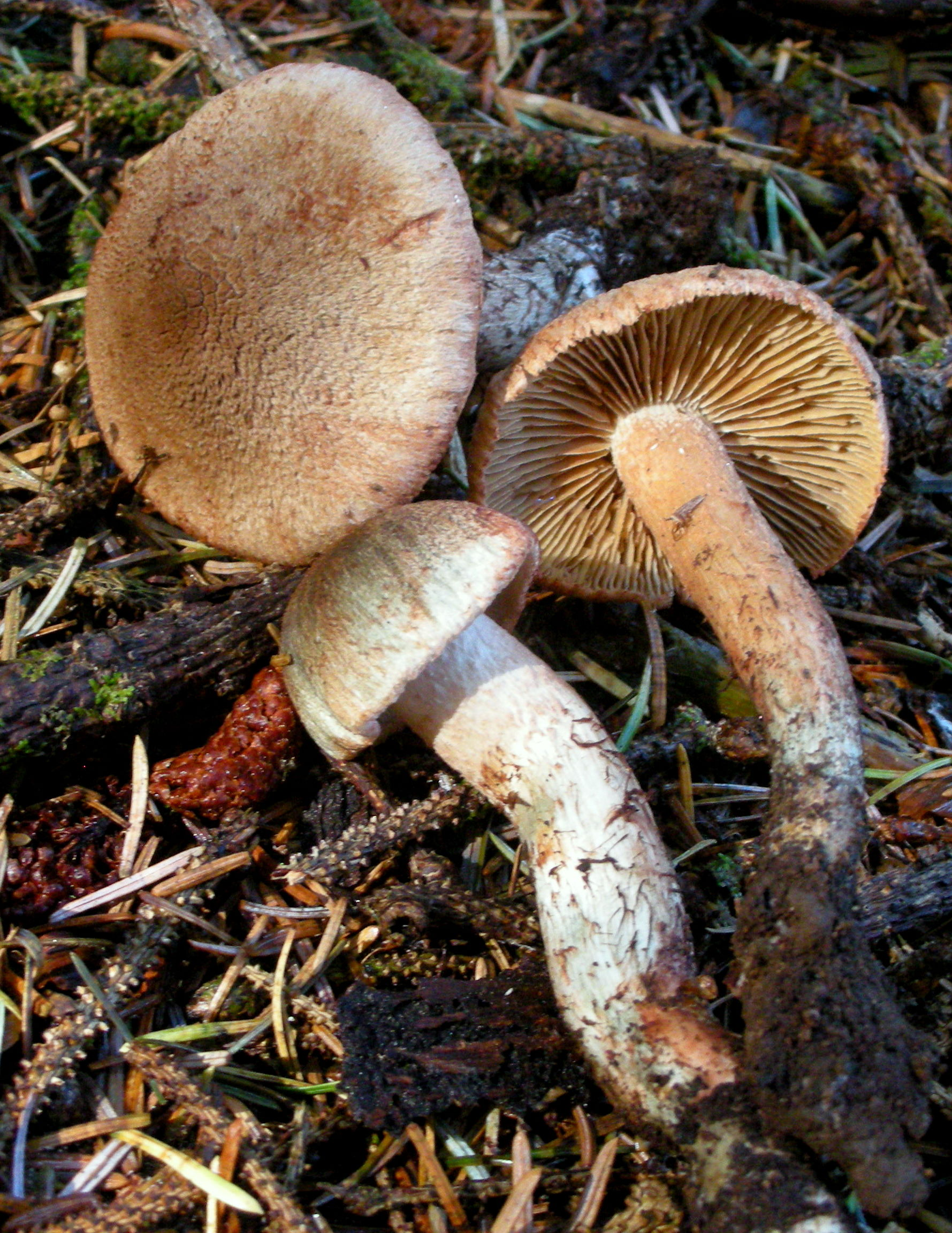
I. calamistrata
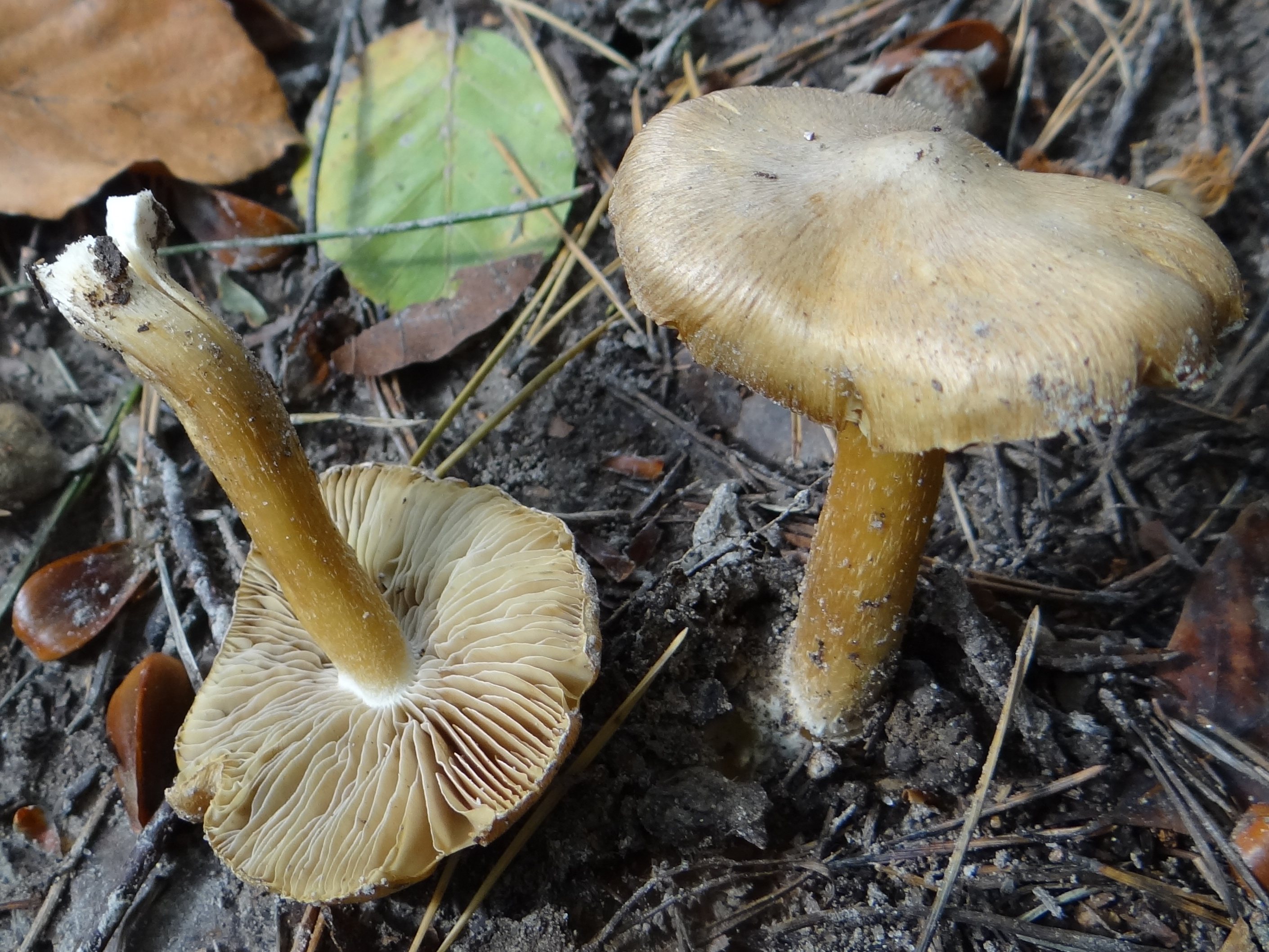
I. cookei
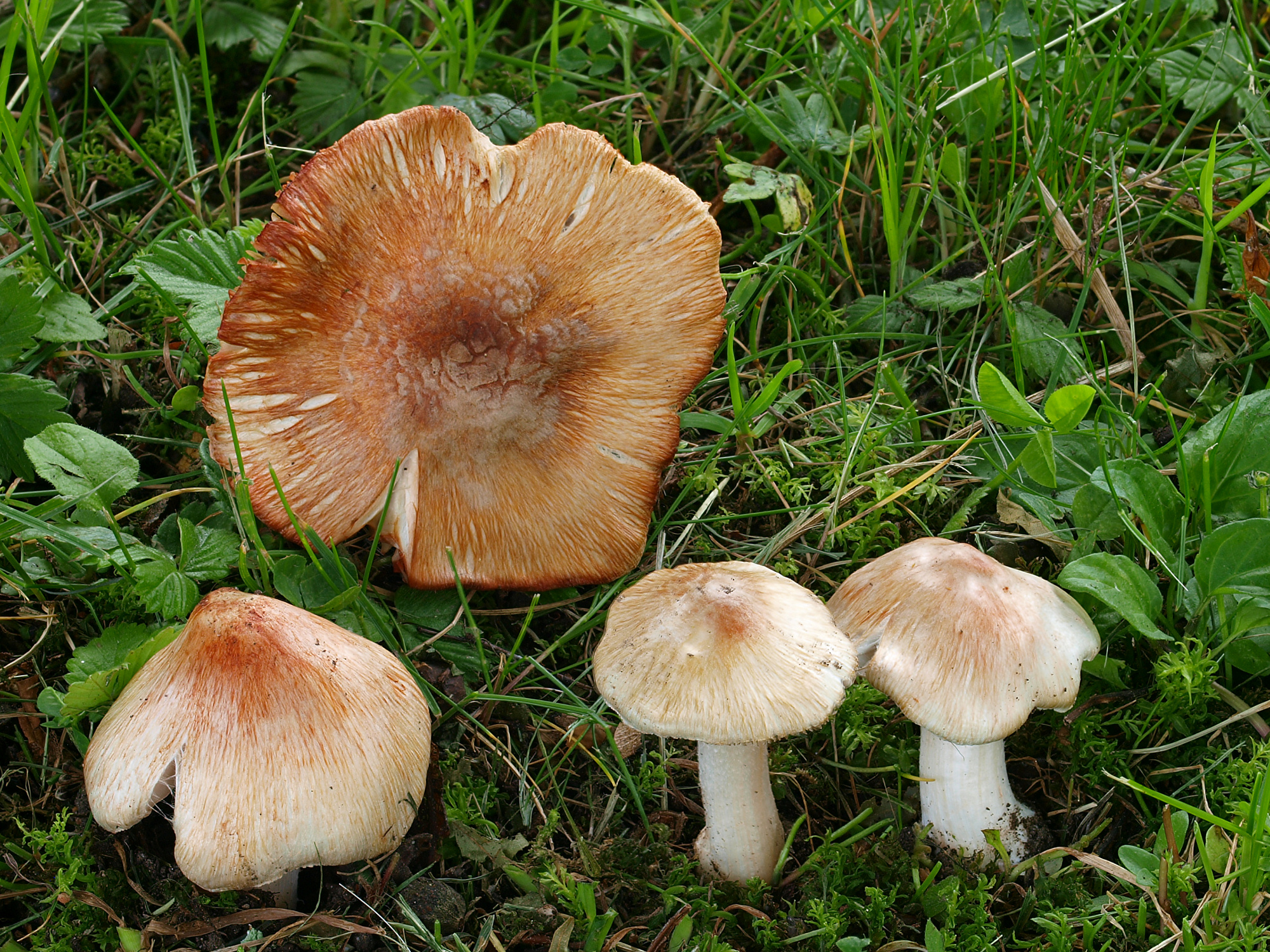
I. erubescens
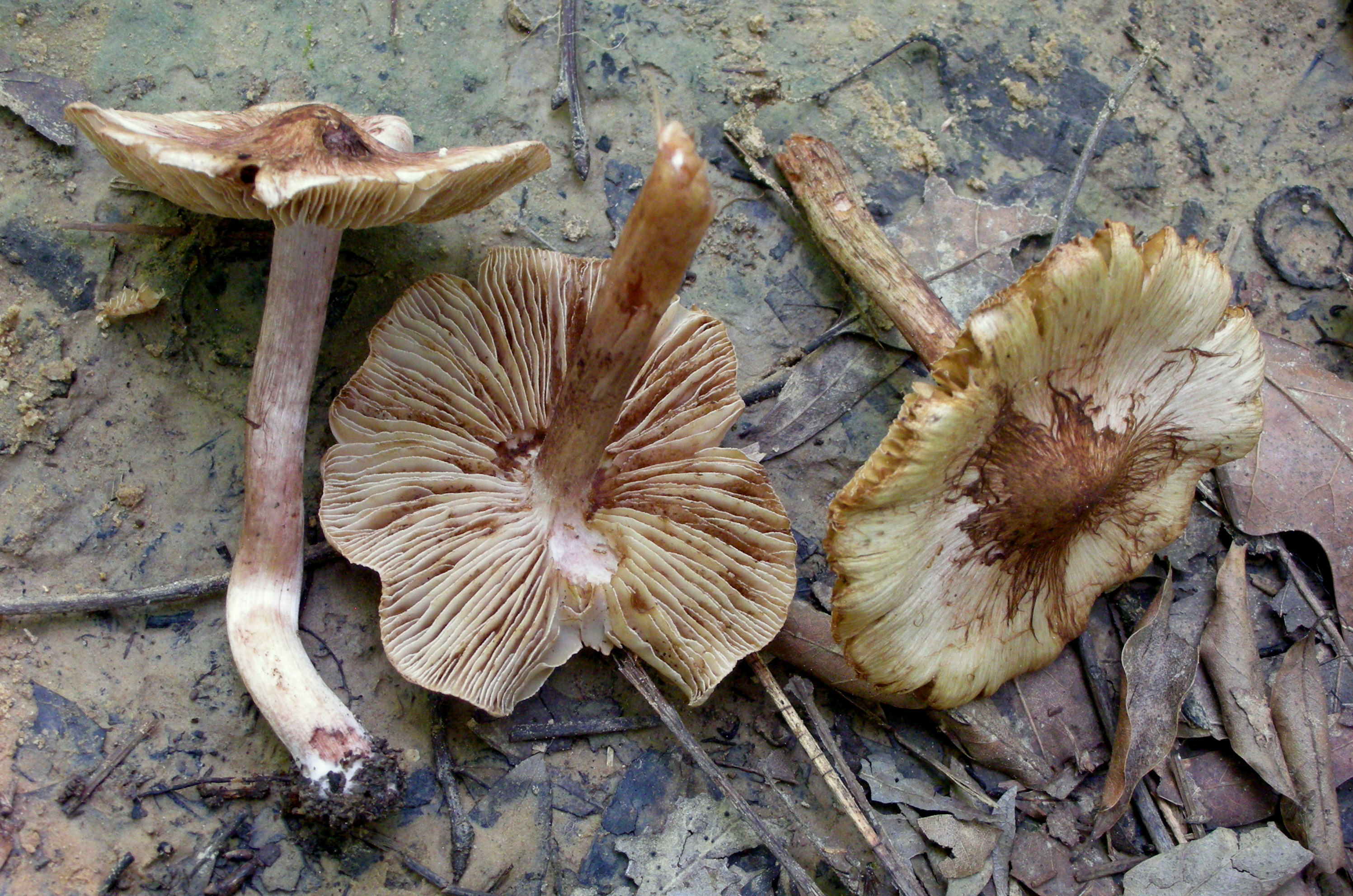
lI. jurana
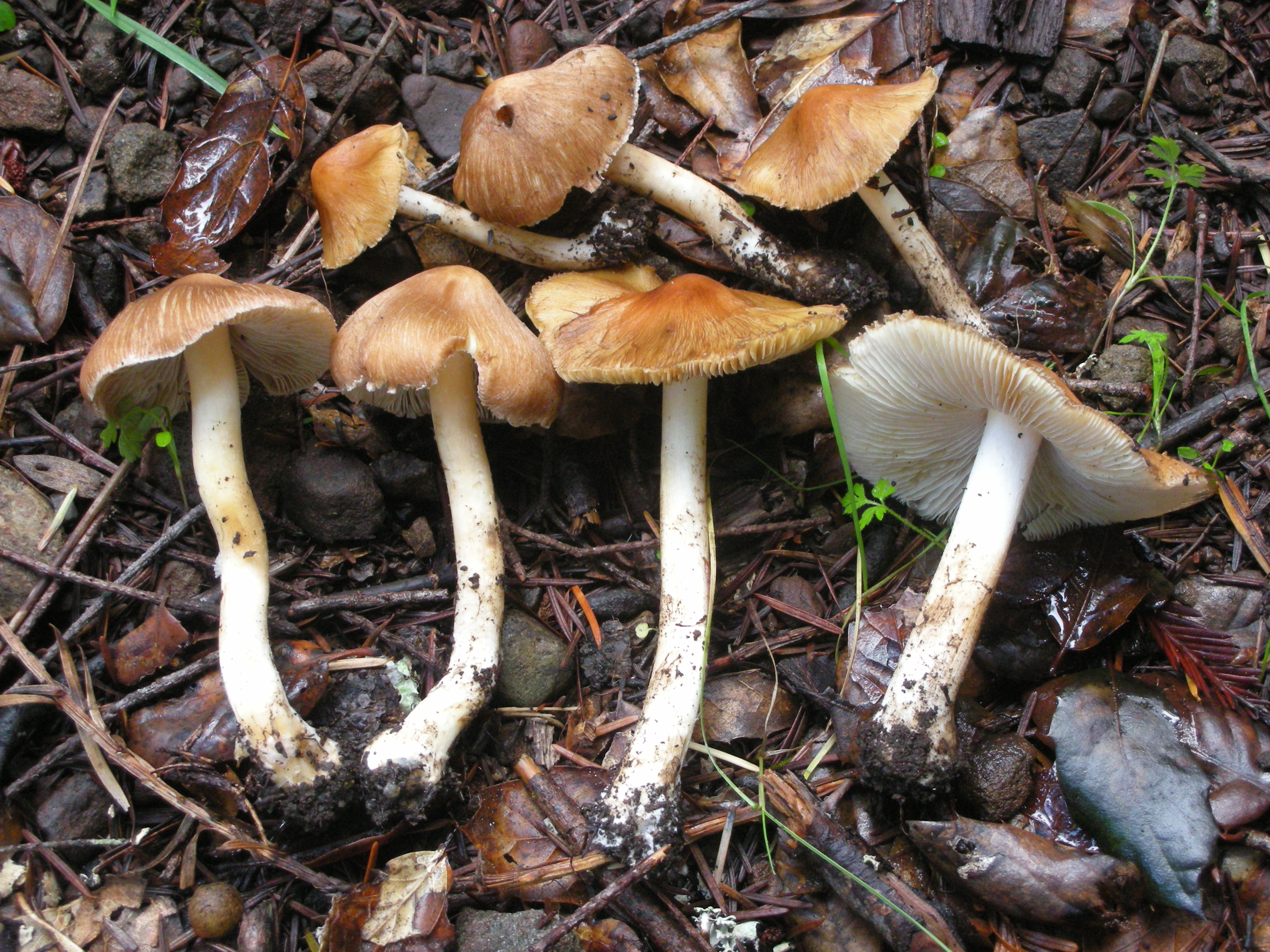
I. rimosa
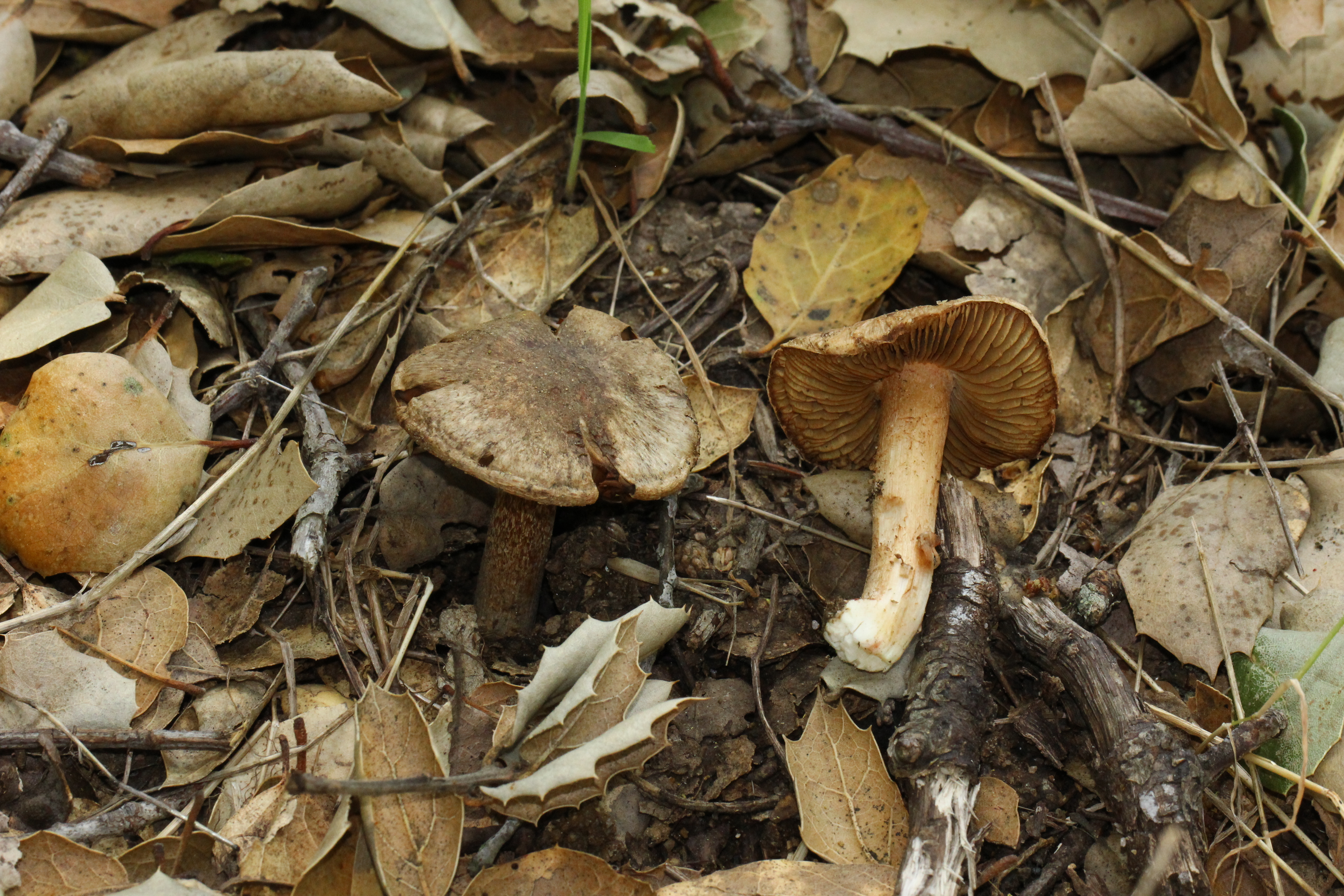
I. fraudans
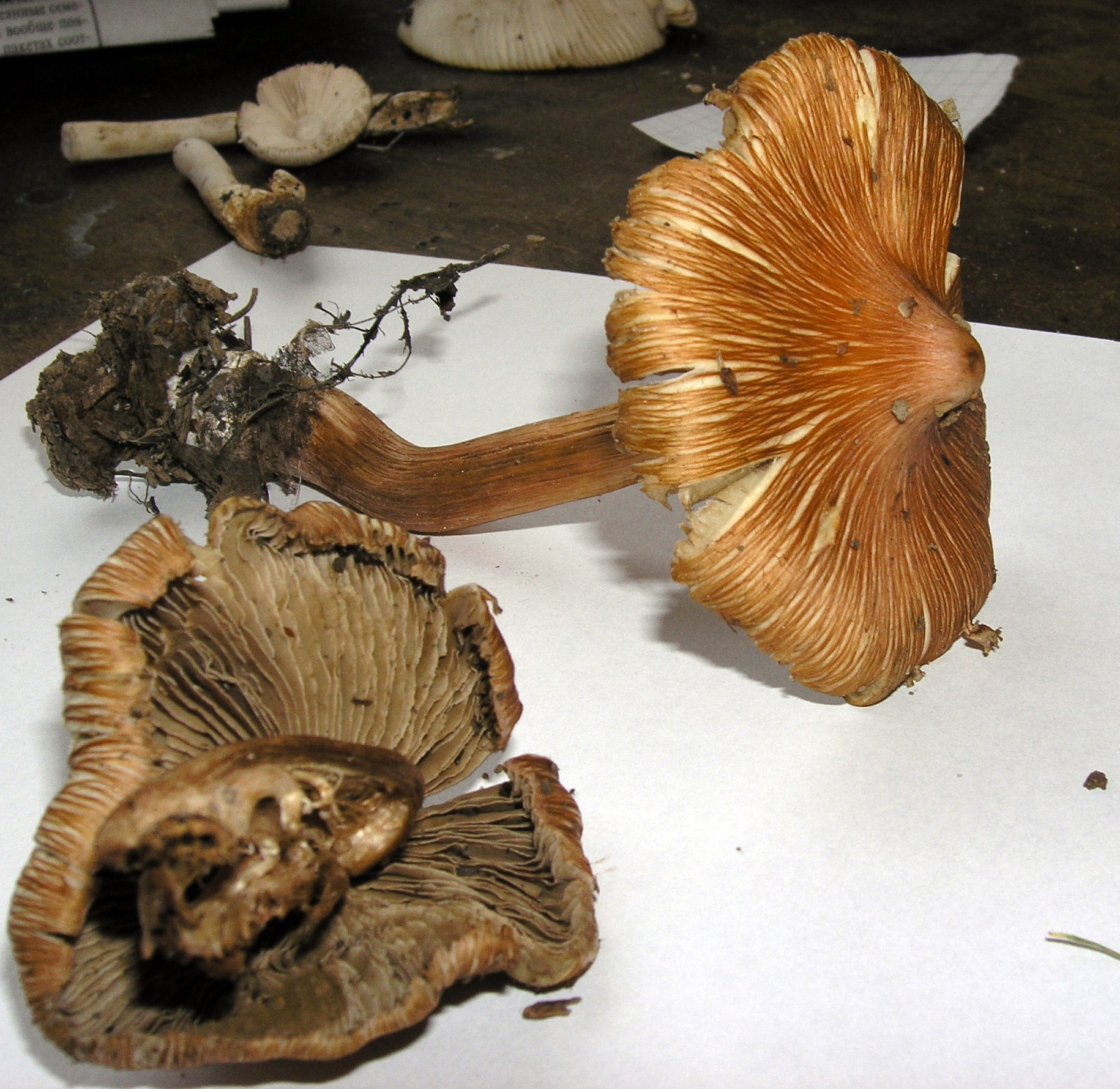
I. godeyi

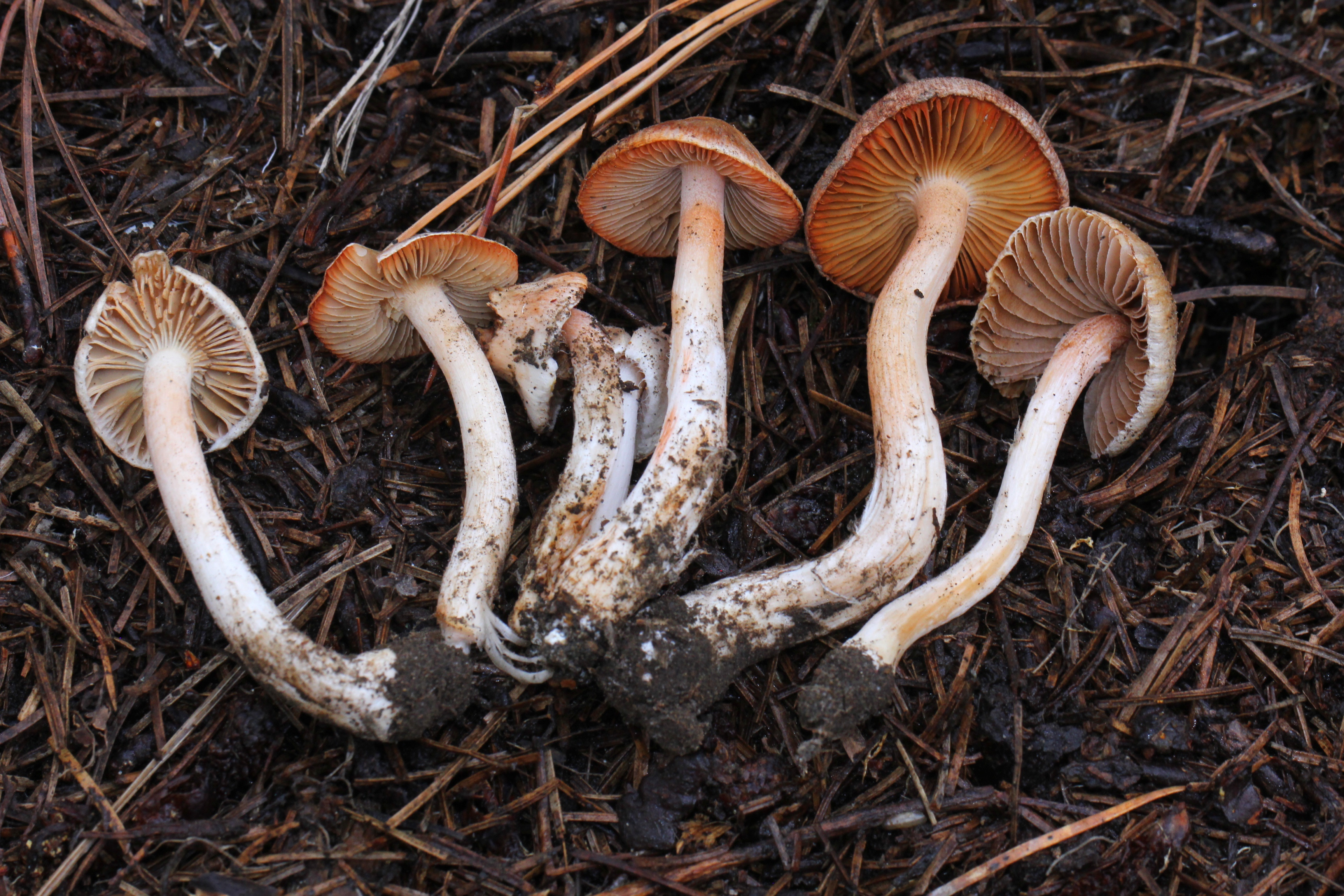
I. whitei
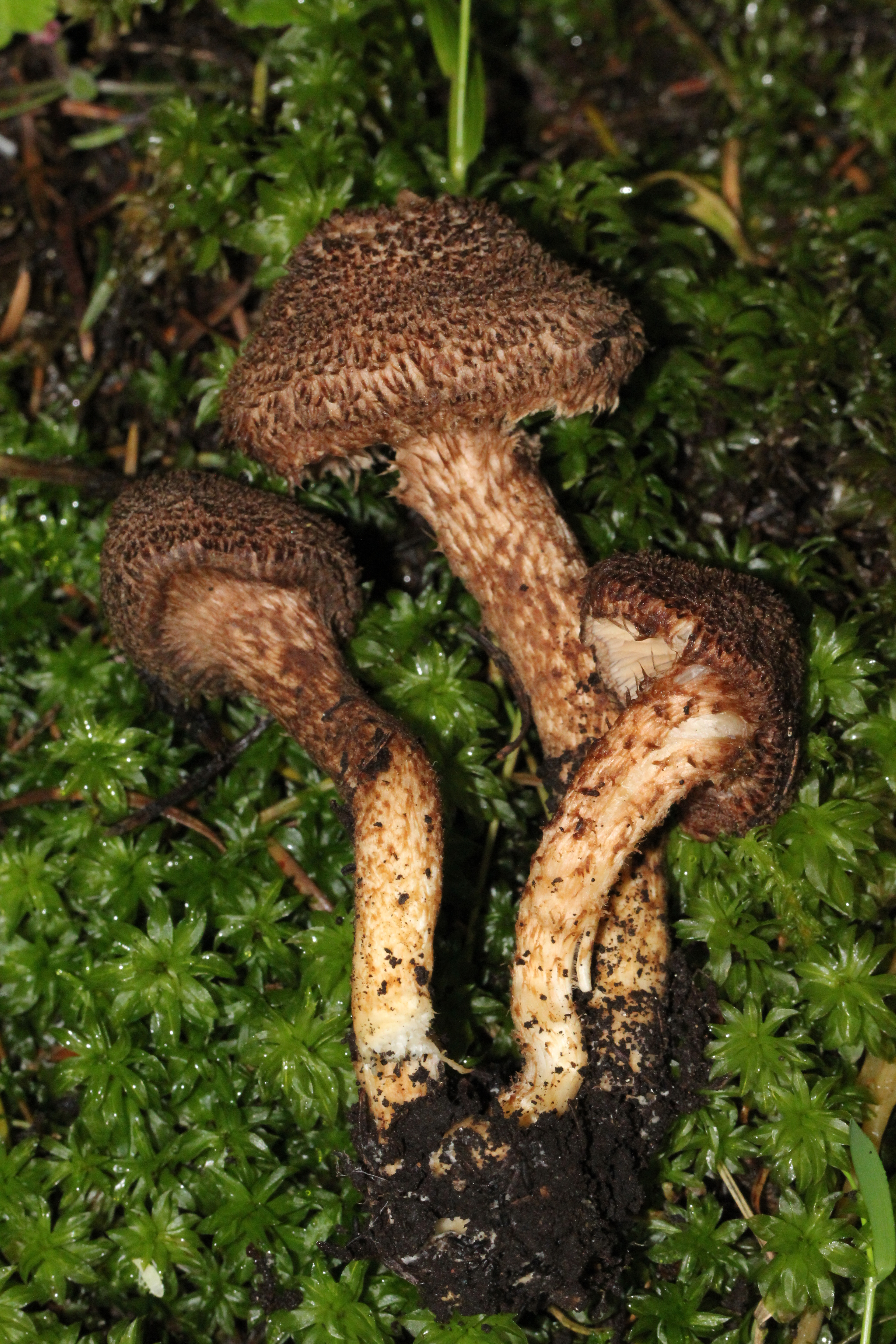
I. hystrix
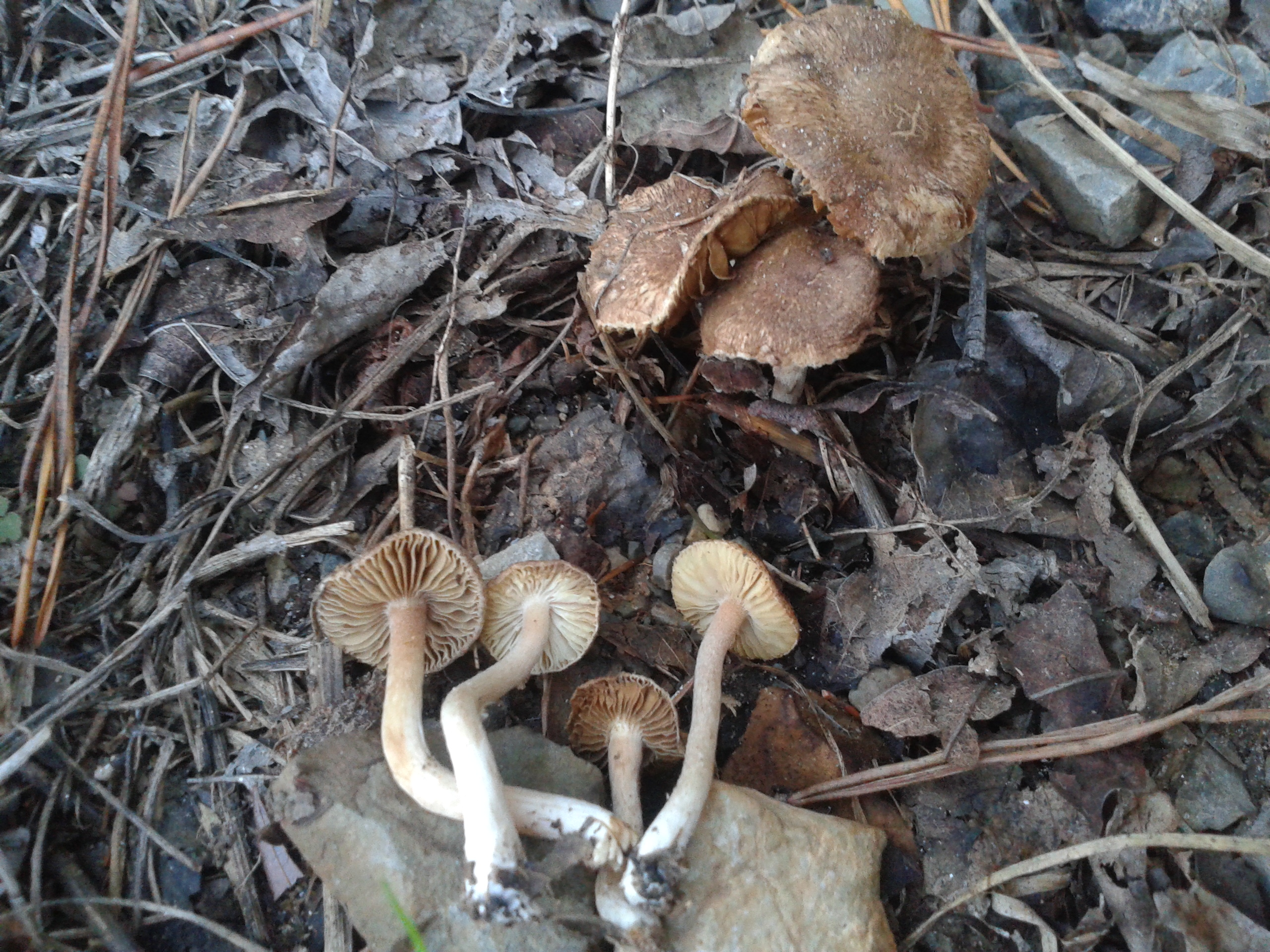
I. griseolilacina
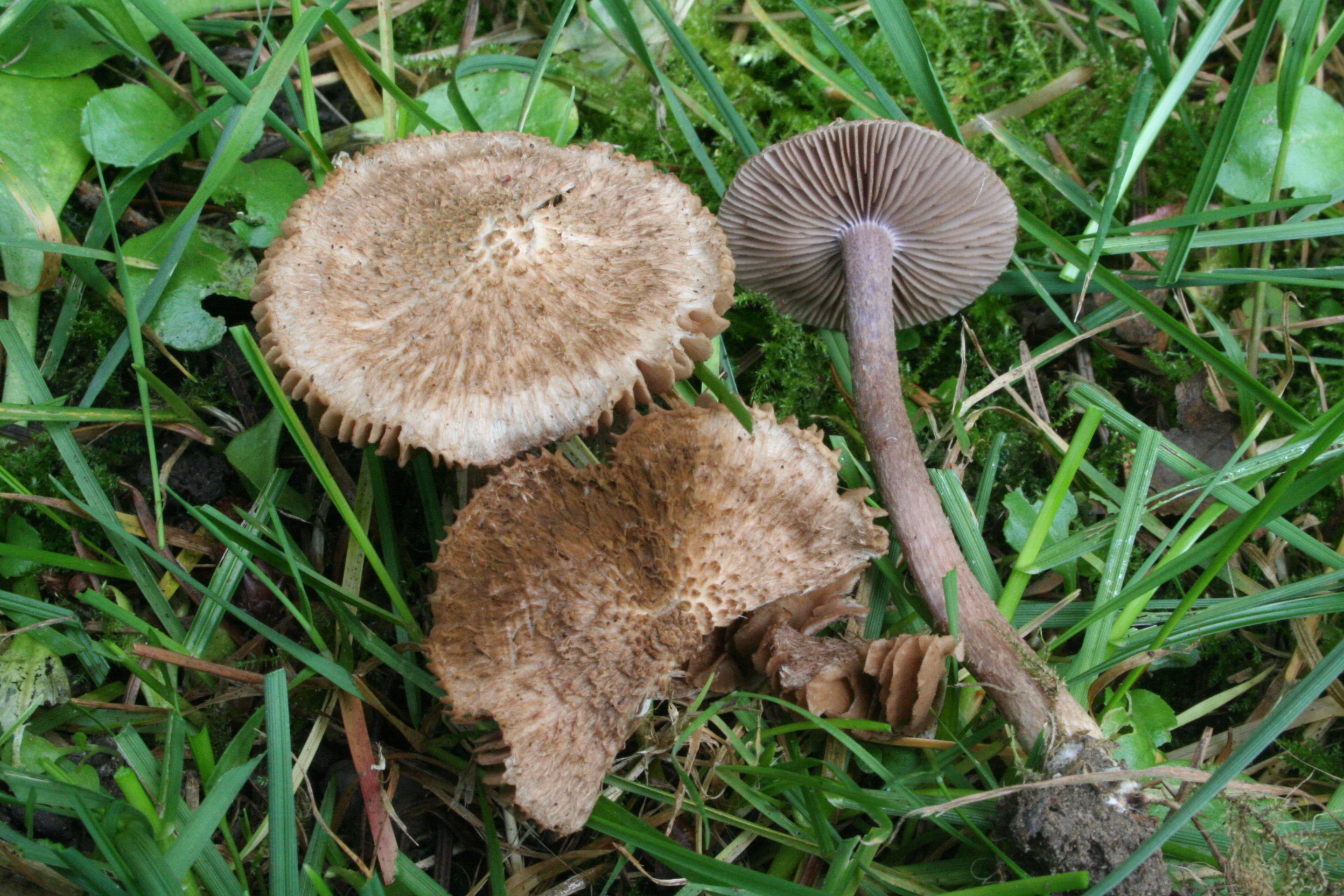
I. obscura
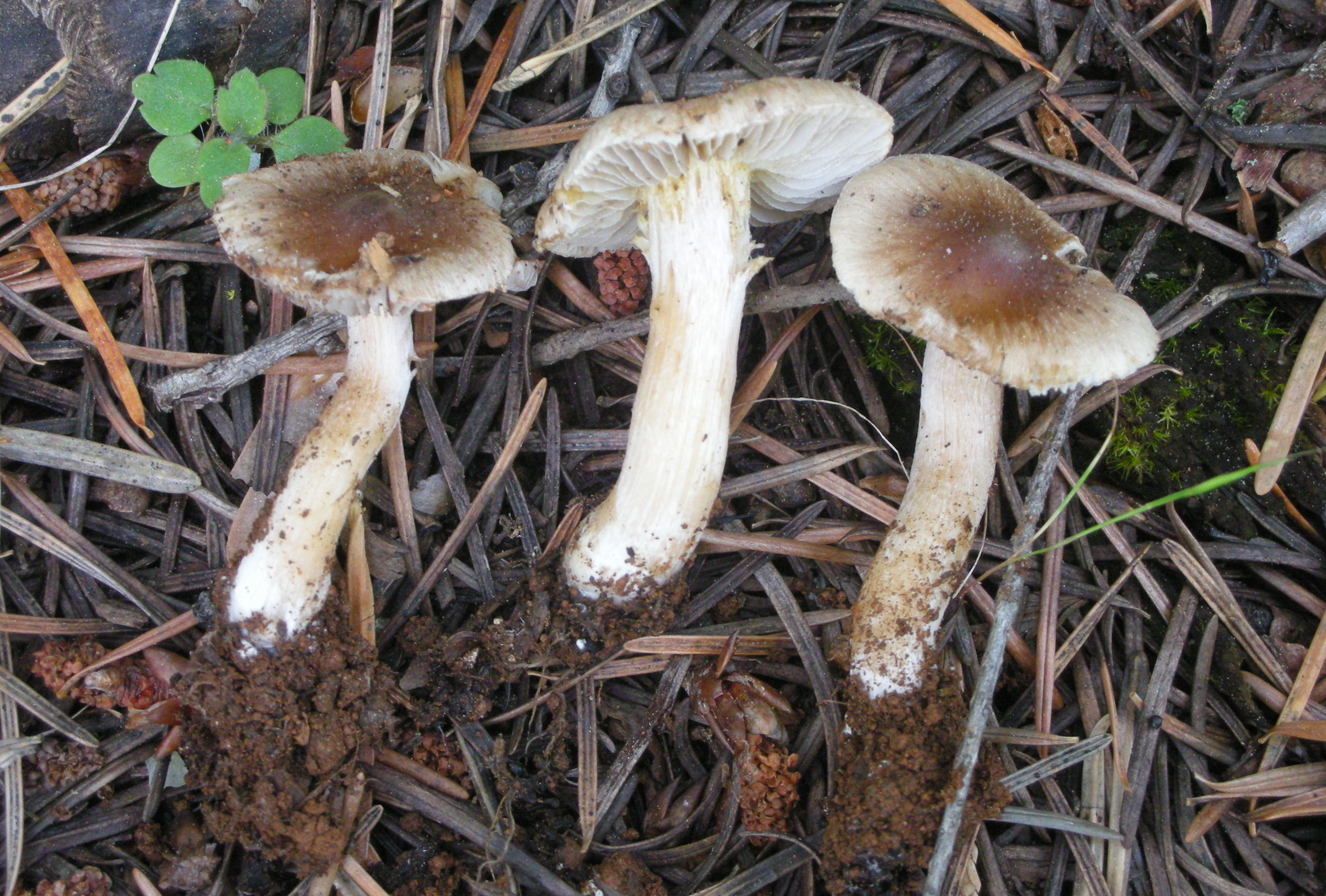
I. lacera
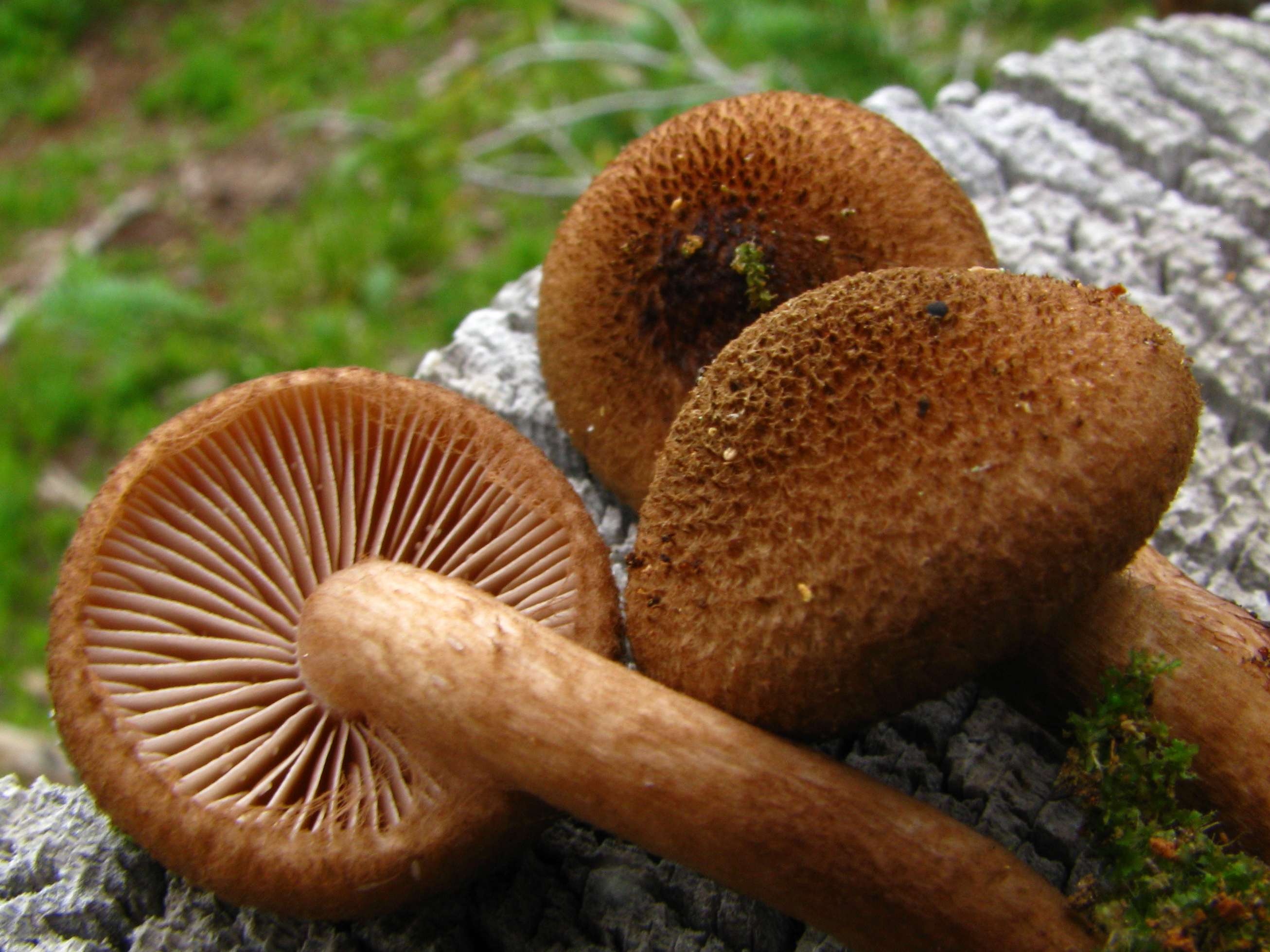
I. flocculosa
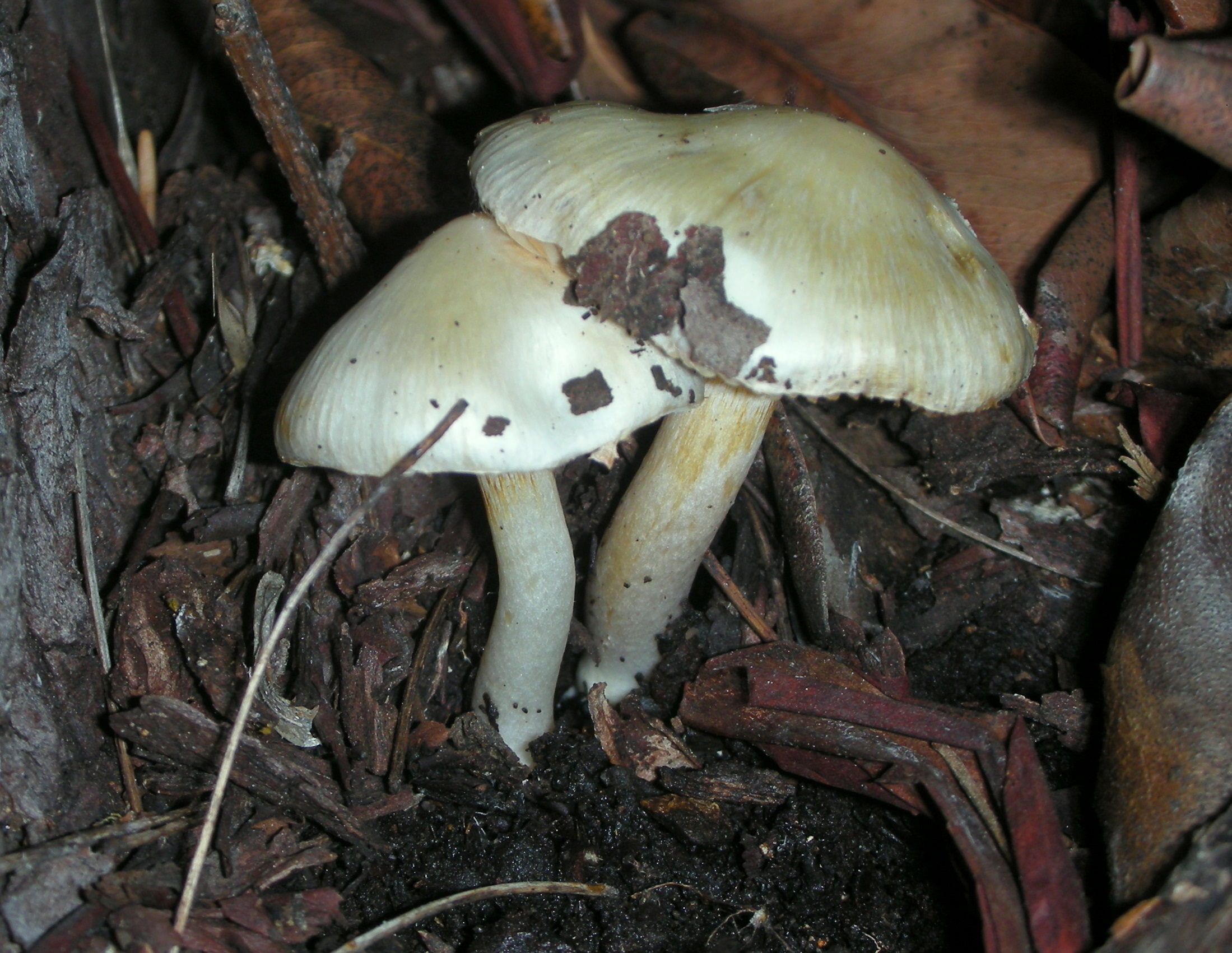
I. geophylla
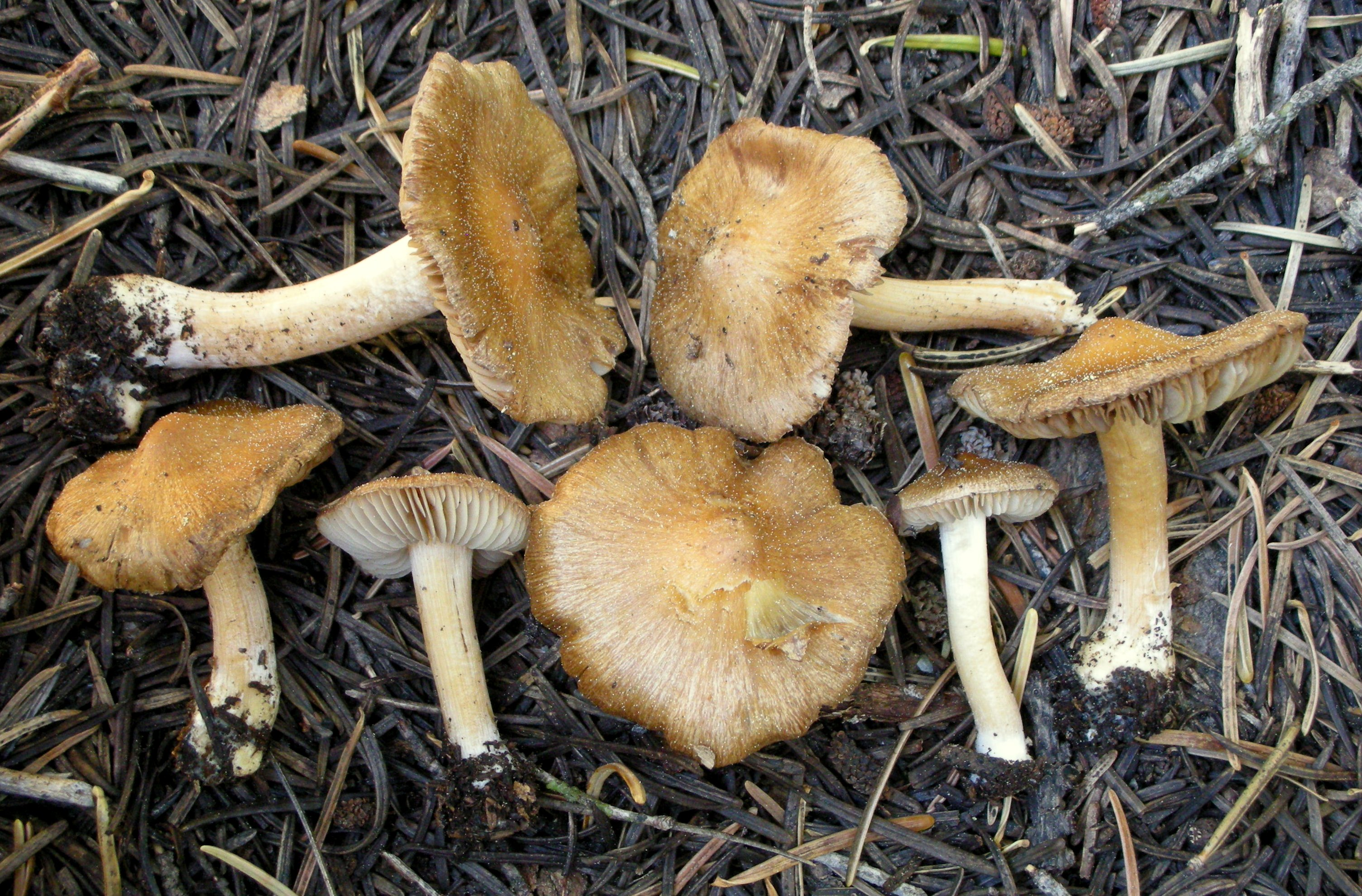
I. virgatula
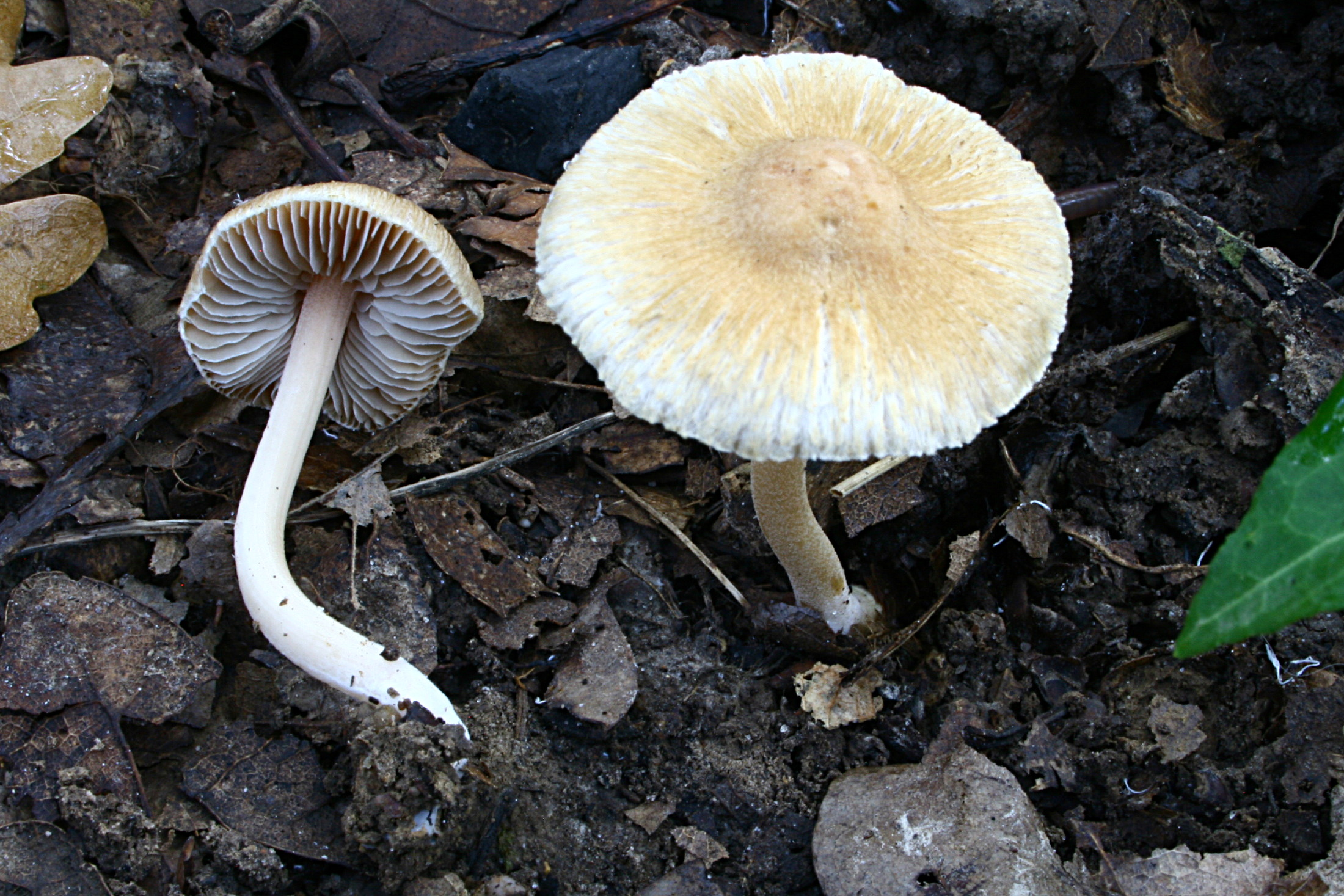
I. hirtella
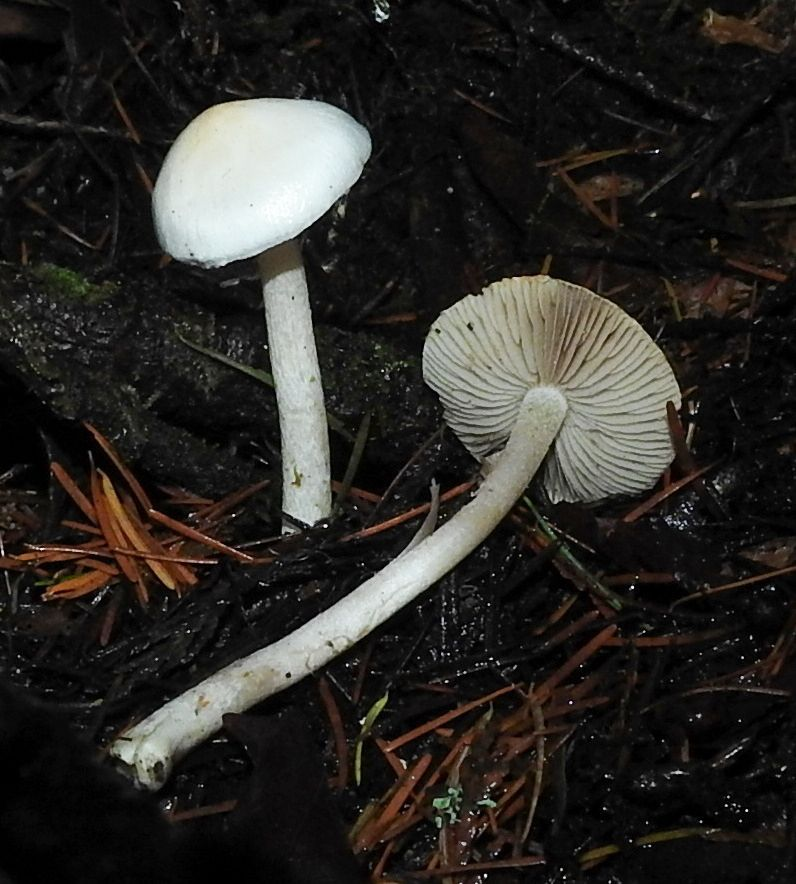
I. sindonia

- I. assimilata
- I. lanuginosa
- I. relicina
- I. asterospora
- I. praetervisa
- I. fibrosa
- I. petiginosa

## Links externos
- Inocybe em Index Fungorum